# Smeathmannia pubescens
Smeathmannia pubescens är en passionsblomsväxtart som beskrevs av Soland. och Robert Brown. Smeathmannia pubescens ingår i släktet Smeathmannia och familjen passionsblomsväxter. Inga underarter finns listade i Catalogue of Life.